# Barrage de Balçova
Le barrage de Balçova (en turc Balçova barajı) est un barrage dans le district de Balçova de la province d'İzmir en Turquie. La rivière d'Ilıca (Ilıca Çayı), issue du barrage, se jette dans la Mer Égée dans le golfe d'İzmir à moins de 5 km au nord du barrage. Ilıca est un village à proximité du lac du barrage.

## Sources
- (en) « Balçova Dam », sur Agence gouvernementale turque des travaux hydrauliques (DSİ)